# Пучко Олександр Олександрович
Олекса́ндр Олекса́ндрович Пучко́ (29 червня 1934, Маріуполь, СРСР — 2 січня 2001) — радянський та український залізничник, начальник Південної залізниці (1983—1995), депутат ВР УРСР 11-го скликання (1985—1990), народний депутат України I скликання (1990—1994).

## Життєпис
Народився в Маріуполі в родині службовця. У 1957 році закінчив Харківський інститут інженерів залізничного транспорту, за фахом інженер-експлуатаційник. Після закінчення навчання працював черговим по станції та маневровим диспетчером на станції Основа. Член КПРС з 1961 року.
З 1961 року працював старшим інженером, а згодом і заступником начальника станції. З 1963 року — начальник станції Харків-Балашовський. У 1967 році Пучко перейшов до Харківського відділення і незабаром був призначений заступником начальника служби руху Південної залізниці. У 1972 році він отримав посаду начальника Сумського відділення, а за два роки став заступником начальника залізниці.
У 1977 році Олександра Пучка призначають начальником відділу — заступником начальника Головного управління руху Міністерства шляхів сполучення у Москві. Відшліфувавши майстерність управління процесами перевезень в масштабах країни, Пучко повертається на Південну залізницю, де з 1980 року обіймає посаду першого заступника начальника дороги, а з 1983 року — начальника Південної залізниці.
З 1985 по 1990 рік був депутатом Верховної Ради УРСР XI скликання. У 1990 році був обраний народним депутатом України I скликання (XII скликання ВР УРСР) по Люботинському виборчому округу № 390, перебував на посаді до кінця каденції парламенту. Був членом комісії з питань розвитку базових галузей народного господарства.
31 травня 1995 року був звільнений з посади начальника Південної залізниці згідно з поданою заявою.
Помер 2 червня 2001 року.

## Вшанування пам'яті
У 2007 році іменем Олександра Пучка було названо станцію Південної залізниці Огульці.
У 2009 році газетою «Магістраль» та Укрзалізницею було проведено конкурс «Видатні залізничники України», за підсумками якого Олександр Пучко посів почесне четверте місце, набравши 19 057 голосів.

## Нагороди
- Орден Трудового Червоного Прапора
- Орден «Знак Пошани»